# 沖縄県立コザ高等学校
沖縄県立コザ高等学校（おきなわけんりつ こざこうとうがっこう）は、沖縄県沖縄市にある公立高等学校。毎年、卒業式では生徒が作詞・作曲・演奏して卒業の歌を歌う。

## 学科
全日制
- 普通科

定時制
- 商業科

## 沿革
- 1945年10月7日 コザ地区中等学院として開校。
- 1945年10月18日 コザ高等学校に改称。
- 1946年3月28日 野嵩分校が開校。
- 1948年4月1日 野嵩分校が野嵩高等学校（現沖縄県立普天間高等学校）として独立。
- 1948年6月1日 喜納分校が開校。
- 1950年4月1日 英語速成科を設置。
- 1950年4月7日 喜納分校が読谷高等学校として独立。
- 1956年4月7日 定時制商業科を設置。
- 1958年4月1日 家庭科、一般職業科、電気科、機械科を設置。
- 1960年4月22日 琉球政府立に移管。
- 1963年4月1日 家庭科を家政科、一般職業科を商業科、機械科を自動車科に改称。
- 1964年4月3日 電気科、自動車科を中部工業高等学校（現沖縄県立美来工科高等学校）に移管。
- 1965年3月28日 第37回選抜高等学校野球大会に初出場したが、岡山東商に0-7で敗れた。
- 1972年5月15日 沖縄県立コザ高等学校に改称。
- 1996年3月1日 家政科を廃科。

## 部活動
- 野球部 - 春のセンバツ大会に1度出場（1965年〈第37回〉）し、0-7で岡山県立岡山東商業高等学校に初戦敗退。
  - 1972年の沖縄返還まで甲子園の土は沖縄に持ち帰れなかったとされるが[1]、那覇税関の検疫が厳しくなかったこともあって、1965年に甲子園の土の持ち帰りに成功している[2]。
- サッカー部 ‐ 全国高等学校サッカー選手権大会に1度出場（第57回全国高等学校サッカー選手権大会）し、1回戦、千葉県立八千代高等学校に0-6で敗退。
- ラグビー部 - 全国高等学校ラグビーフットボール大会に15度出場し、3勝（抽選勝1を除く）を上げ、最高成績は2回戦進出。
- 男子バスケットボール部 - 平成30年度全国高等学校総合体育大会バスケットボール競技大会に出場し、2回戦で開志国際高等学校（新潟県）に62-97で敗退。
- 女子ソフトボール部 - 第14回全九州高校秋季大会に出場し、決勝戦で都城東高等学校（宮崎）を5-0で破って"九州大会優勝"。

## 著名な出身者
- 新川秀清（政治家、元沖縄市長）
- 志田房子（琉球舞踊家、人間国宝）
- 東峰夫（芥川賞作家）中退
- 新川明（沖縄研究家、思想家、詩人、ジャーナリスト）
- 知念正真（劇作家）
- 三田信一（作曲家）
- Lievas（ミュージシャン）
- 佐渡山豊（ミュージシャン）
- 来兎（作曲家）
- 比嘉幹貴（プロ野球選手）
- 満島真之介（俳優）
- 桑江健一郎（ラグビー選手）
- 當眞琢（ラグビー選手）
- 比屋根裕樹（ラグビー選手）
- 普久原琉（ラグビー選手）
- 饒平名悠斗（ラグビー選手）
- 屋比久知奈（女優、歌手）
- 辻恵子（ミス・ユニバース日本代表）
- 我如古龍生 (ハンドボール選手・琉球コラソン所属)
- 喜納翼（車いすマラソン選手）
- 仲本百合香（タレント　FECオフィス所属）